# Lerista labialis
Lerista labialis är en ödleart som beskrevs av  Storr 1971. Lerista labialis ingår i släktet Lerista och familjen skinkar. Inga underarter finns listade i Catalogue of Life.